# 126247 Laurafaggioli
126247 Laurafaggioli è un asteroide della fascia principale interna. Scoperto nel 2002, presenta un'orbita caratterizzata da un semiasse maggiore pari a 2,451705 UA e da un'eccentricità di 0,075890, inclinata di 9,686854° rispetto all'eclittica.